# High School Musical: The Musical: The Series
High School Musical: The Musical: The Series és una sèrie de televisió estatunidenca de drama musical creada per a Disney+ per Tim Federle, inspirada en la saga High School Musical. Chorus Boy i Salty Pictures n'és la productora en associació amb Disney Channel, amb Oliver Goldstick com a productor creador dels primers quatre episodis. El va succeir Federle per a la resta de la primera temporada i les següents.
Ambientada en una versió fictícia d'East High School, la institució en la qual es va filmar el film original, segueix a un grup d'adolescents entusiastes del teatre que participen en una posada en escena de High School Musical: el musical com a producció escolar. És protagonitzada per n'Olivia Rodrigo, en Joshua Bassett, en Matt Cornett, na Sofia Wylie, en Larry Saperstein, na Julia Lester, na Dara Reneé, en Frankie Rodriguez, en Mark St. Cyr, na Kate Reinders i en Joe Serafini.
High School Musical: The Musical: The Series es va estrenar com a preestrena a Disney Channel, ABC i Freeform de manera simultània el 8 de novembre de 2019, abans del seu llançament a Disney+ el 12 de novembre. L'octubre de 2019, abans de l'estrena, Disney+ va renovar la sèrie per a una segona temporada, que es va estrenar el 14 de maig de 2021; aquesta comptà amb 12 episodis. Ha rebut una resposta positiva, amb ressenyes que destaquen les actuacions de l'elenc, especialment les de Bassett i Rodrigo. Va guanyar un GLAAD Mitjana Award el 2020 a la Millor programació infantil i familiar.

## Sinopsi
En una versió fictícia d'East High School a Salt Lake City (Utah), on es van gravar els films de High School Musical, una antiga extra, la Senyoreta Jenn, comença a treballar com a la nova professora de teatre. Decideix muntar una representació de High School Musical: The Musical, la primera versió teatralitzada del film en la mateixa escola on va rodar-se, per a la seva primera producció teatral d'hivern i així celebrar l'afiliació de l'institut al film original. Els estudiants que participen al musical aprenen a navegar per les seves relacions interpersonals i a crear vincles entre ells, per a superar els reptes als quals s'enfronten en les seves vides a l'escola i a casa.
A la segona temporada, els estudiants de teatre d'East High School posen en escena una producció de La bella i la bèstia per al musical de primavera. La senyoreta Jenn lidera l'elenc en un intent de guanyar un prestigiós concurs local de teatre estudiantil mentre s'enfronta a la seva escola rival, North High School.
A la tercera temporada de la sèrie, el curs escolar ha acabat i els estudiants gaudeixen de les seves vacances d’estiu. La majoria d’ells assisteixen a un campament teatral d’estiu, el Camp Shallow Lake, on preparen el musical de Frozen. Al mateix temps, són filmats en format de reality show per a una nova producció fictícia de Disney+ anomenada Frozen: el musical: el documental. En aquesta temporada, els estudiants aprofundeixen en les seves relacions personals i fins i tot en comencen de noves, mentre que el personatge de la Nini (interpretat per Olivia Rodrigo) abandona la sèrie per iniciar una carrera professional com a cantant.
A la quarta i última temporada, els estudiants tornen a l'East High per posar en escena High School Musical 3: Senior Year. Mentre preparen el seu musical, s'inicia a l'East High el rodatge d’una producció fictícia titulada High School Musical 4: The Reunion, on els personatges originals de la pel·lícula tornen a l’escola anys després. Els estudiants de l'East High volen participar en la filmació com a extres, fent de l’alumnat actual de l’institut. Però finalment, la Gina acaba substituint l’actriu principal i es converteix en una de les protagonistes del film, juntament amb en Mack. Al llarg de les temporades, la seva relació amb en Ricky esdevé una trama important, mentre els altres personatges també van descobrint-se a si mateixos. Finalment, aconsegueixen dur a terme les dues produccions i presenten, contra tot pronòstic i superant nombrosos obstacles, High School Musical 3: el musical. En aquest punt culminant, cada alumne comença a encaminar-se cap al seu futur, i la Gina signa per protagonitzar una altra gran pel·lícula.

## Elenc i personatges

### Principals
- Olivia Rodrigo com a Nini Salazar-Roberts: una entusiasta del teatre musical que interpreta el personatge de Gabriella Montez.
- Joshua Bassett com a Ricky Bowen: un guitarrista i patinador que anteriorment va festejar amb na Nini, és elegit per al paper de Troy Bolton malgrat la seva falta d'interès inicial en el musical.
- Matt Cornett com a E.J. Caswell: un esportista aficionat al teatre que na Nini va conèixer en un campament de teatre. És el suplent d'en Troy, Txad Danforth.
- Sofia Wylie com a Gina Porter: una estudiant transferida amb ambicions teatrals. Fa el paper de Taylor McKessie i és la suplent de na Gabriella.
- Larry Saperstein com a Big Xarxa: el millor amic d'en Ricky, que fa de director d'escena de la producció, quan na Natalie no està disponible, malgrat la seva falta de coneixements sobre teatre.
- Julia Lester com a Ashlyn Caswell: la cosina de E. J. i aspirant a compositora. Fa el paper de la Sra. Darbus.
- Dara Reneé com a Kourtney: la millor amiga de na Nini i autoproclamada feminista que treballa en el departament de vestuari del musical.
- Frankie Rodriguez com a Carlos Rodriguez: el coreògraf de la producció que treballa al costat de la senyoreta Jenn.
- Mark St. Cyr com a Benjamin Mazzara: el professor de CTIM d'East High School que està en contra que l'escola se centri en les arts.
- Kate Reinders com a senyoreta Jenn: la nova professora de teatre de l'institut, que va aparèixer en la pel·lícula original de High School Musical com a ballarina de fons i dirigeix la producció de l'institut.
- Joe Serafini com a Seb Matthew-Smith (temporada 2, recurrent en temporada 1): un estudiant que fa el paper de Sharpay Evans. Comença una relació amb en Carlos.

### Recurrents
- Alexis Nelis com a Natalie Bagley: la directora d'escena de la producció.
- Nicole Sullivan i Michelle Noh com a Carol i Dana: les mares de na Nini.
- Jeanne Sakata com a Malou: l'àvia de na Nini.
- Alex Quijano com a Mike Bowen: el pare d'en Ricky, l'esposa del qual està allunyada i viu actualment a Chicago.
- Valente Rodríguez com al director Gutiérrez.
- Beth Lacke com a Lynne Bowen: l'esposa d'en Mike i mare d'en Ricky, que torna per a anunciar que ella i en Mike es divorciaran.
- Derek Hough com a Zack (temporada 2): l'ex-xicot de la senyoreta Jen, un actor que ensenya teatre en North High School, l'escola rival.
- Olivia Rose Keegan com a Lily (temporada 2): una nova estudiant competitiva i pretensiosa a l'East High que perd un paper en el musical.
- Roman Banks com a Howie (temporada 2): un company de treball i interès amorós de Kourtney.
- Andrew Barth Feldman com a Antoine (temporada 2): un estudiant d'intercanvi francès de North High.

### Convidats
- Kaycee Stroh com a Kaycee: Stroh va interpretar a Martha Coix en el film original.
- Lucas Grabeel com a ell mateix: Grabeel va interpretar a Ryan Evans en el film original.
- Asher Angel com a Jack (temporada 2): una persona que conviu amb na Gina a l'aeroport.
- Jordan Fisher com a Jamie Porter (temporada 2): germà major de na Gina qui és un reconegut productor musical.

## Episodis
| Temporada | Temporada | Episodis | Emissió original      | Emissió original     |
| Temporada | Temporada | Episodis | Primera emissió       | Segona emissió       |
| --------- | --------- | -------- | --------------------- | -------------------- |
|           | 1         | 10       | 8 de novembre de 2019 | 10 de gener de 2020  |
|           | 2         | 12       | 14 de maig de 2021    | 30 de juliol de 2021 |

### Temporada 1 (2019–2020)
| Núm. total | Núm. prog. | Títol                | Dirigit per                        | Escrit per                | Data d'emissió original |
| ---------- | ---------- | -------------------- | ---------------------------------- | ------------------------- | ----------------------- |
| 1          | 1          | «The Auditions»      | Tamra Davis                        | Tim Federle               | 8 de noviembre de 2019  |
| 2          | 2          | «The Read-Through»   | Tamra Davis                        | Oliver Goldstick          | 15 de noviembre de 2019 |
| 3          | 3          | «The Wonderstudies»  | Tamra Davis                        | Zach Dodes                | 22 de noviembre de 2019 |
| 4          | 4          | «Blocking»           | Chad Lowe                          | Margee Magee              | 29 de noviembre de 2019 |
| 5          | 5          | «Homecoming»         | Joanna Kerns                       | Tim Federle               | 6 de diciembre de 2019  |
| 6          | 6          | «What Team?»         | Kimberly McCullough & Joanna Kerns | Oliver Goldstick          | 13 de diciembre de 2019 |
| 7          | 7          | «Thanksgiving»       | Kimberly McCullough                | Ann Kim                   | 20 de diciembre de 2019 |
| 8          | 8          | «The Tech Rehearsal» | Joanna Kerns                       | Natalia Castells-Esquivel | 27 de diciembre de 2019 |
| 9          | 9          | «Opening Night»      | Kabir Akhtar                       | Oliver Goldstick          | 3 de enero de 2020      |
| 10         | 10         | «Act Two»            | Kabir Akhtar                       | Tim Federle               | 10 de enero de 2020     |